# Lu Ning
Lu Ning (chiń. 鲁宁, ur. 1 stycznia 1994 w Jilin) – chiński snookerzysta.

## Kariera
W turnieju rankingowym zadebiutował w 2012 roku, wygrywając rundę dzikich kart z Nigelem Bondem 5–4 na rozgrywanym wówczas World Open w chińskim Haikou. W pierwszej rundzie tego turnieju spotkał się z Markiem Selby, któremu uległ 3–5. Następnie Lu Ning wystąpił w China Open 2012, dochodząc do drugiej rundy, gdzie przegrał z Allisterem Carterem 1–5. W 2013 roku został mistrzem świata do lat 21. Na zawodowstwo przeszedł w 2014 roku. Najwyższego brejka uzyskał podczas UK Championship 2019 – zdobył wtedy 140 punktów. 
9 grudnia 2022 został zawieszony przez World Professional Billiards and Snooker Association w związku z podejrzeniami o manipulowanie wynikami meczów na potrzeby zakładów bukmacherskich.